# 巴倫西亞縣
巴倫西亞縣（英語：Valencia County）是美国新墨西哥州中西部的一個縣，面積2,767平方公里。根據2020年美國人口普查，共有人口76,205人。縣治洛斯盧納斯（Los Lunas）。該縣成立於1852年1月9日，縣名來自郡內同名城市巴倫西亞。